# Yougoslavie aux Jeux olympiques d'hiver de 1952
Cet article contient des informations sur la participation et les résultats de la République fédérative socialiste de Yougoslavie aux Jeux olympiques d'hiver de 1952, qui ont eu lieu à Oslo en Norvège.

## Résultats

### Ski alpin
| Athlète     | Épreuve      | Course 1     | Course 1 | Course 2     | Course 2     | Total        | Total        |
| Athlète     | Épreuve      | Temps        | Rang     | Temps        | Rang         | Temps        | Rang         |
| ----------- | ------------ | ------------ | -------- | ------------ | ------------ | ------------ | ------------ |
| Janko Štefe | Descente     |              |          |              |              | 2 min 40 s 6 | 13           |
| Janko Štefe | Slalom géant |              |          |              |              | 2 min 47 s 5 | 33           |
| Tine Mulej  | Slalom géant |              |          |              |              | 2 min 41 s 3 | 27           |
| Tine Mulej  | Slalom       | 1 min 07 s 5 | 36       | Non qualifié | Non qualifié | Non qualifié | Non qualifié |
| Janko Štefe | Slalom       | 1 min 03 s 7 | 18 Q     | Non partant  | –            | Non partant  | –            |

### Ski de fond
| Épreuve | Athlète           | Course    | Course |
| Épreuve | Athlète           | Temps     | Rang   |
| ------- | ----------------- | --------- | ------ |
| 10 km   | Angela Kordež     | 52 min 33 | 16     |
| 10 km   | Nada Birko-Kustec | 50 min 44 | 14     |

### Saut à ski
| Athlète        | Épreuve         | Saut 1   | Saut 1 | Saut 1 | Saut 2   | Saut 2 | Saut 2 | Total  | Total |
| Athlète        | Épreuve         | Distance | Points | Rang   | Distance | Points | Rang   | Points | Rang  |
| -------------- | --------------- | -------- | ------ | ------ | -------- | ------ | ------ | ------ | ----- |
| Karel Klančnik | Tremplin normal | 60,0 m   | 96,5   | 24     | 56,5 m   | 92,0   | 34     | 188,5  | 29    |
| Janez Polda    | Tremplin normal | 62,5 m   | 101,0  | 17     | 62,0 m   | 99,5   | 19     | 200,5  | 16    |